# 長崎真友子
長﨑 真友子（ながさき まゆこ、1986年2月12日 - ）は日本の実業家、女優、タレント、フリーアナウンサー。株式会社Cheering代表取締役CEO。身長158cm。B83 W56 H82。

## 経歴
福岡県古賀市出身。古賀市立古賀北中学校、福岡県立香住丘高等学校を経て、北九州市立大学を卒業した。大学時代はウェザーニューズの公募に通り、第7期九州地区お天気キャスターを短期間だが務めていた。
テレビ朝日アスクで学んでいたことで、大学卒業後（2008年）、同社の派遣アナウンサーという形で九州朝日放送 (KBC) に入社した。入社から半年経った時、柴田恵理が福岡ソフトバンクホークスの松田宣浩と結婚・退社したことを受け、その後任として『アサデス。KBC』のスポーツコーナー担当に抜擢された。以後は主に情報系の担当が中心だが、番宣ではバラエティー系の扱いを受けることもあった。
2011年3月31日をもってKBCを退社し、テレビ朝日アスクとのマネジメント契約も終了した。フリーランスに転向後は、インスパイア・ホールディングス、スタッフ・アップ（2012年6月1日 - 2014年8月）、ホリプロ（2015年5月1日 - ?）とマネージメントを移動している。
2014年8月から始めた私物フリーマーケットから発展し、2015年11月に地方創生をテーマとした地方出身のフリーアナウンサーの企画・キャスティングを行う団体「女子アナ47」の運営母体となる株式会社Cheeringを起業し、同社の代表取締役CEOに就任している。
「2015年11月23日に一般男性と結婚した」と2016年2月に公表した。同年4月に妊娠を公表し、第1子男児を出産をしたことを、8月1日付の自身のブログで公表した。

## 人物
- 好きな男性のタイプについて「NHK大河ドラマ『龍馬伝』の岡田以蔵役・佐藤健を恰好いいと思った」と発言。
- 「全く興味のないものは男性ファッション」と発言。
- 「ピアノを10年間ならっていた」と発言。
- 隠れプロレスファンであることを認めた。
- 料理が得意である。また、野菜ソムリエの資格を取得している。

## 主な出演番組など

### ウェザーニューズ
- おは天（ウェザーニューズの携帯電話向け動画配信サービス）九州地区7期生キャスター
期間は2007年（平成19年）9月1日から同年12月31日までの4か月間だった。

### 九州朝日放送
- アサデス。KBC
  - 「スポーツきらり」（月 - 金。2008年10月から）
  - 木曜ニュース担当
- アサデス。九州・山口
  - 　お天気コーナー・チョイコレ（水・木担当）
  - 　主婦の鷹（毎週月曜）
- サワダデス。
  - 　メインパーソナリティー（月 - 木）
- 気ままにLB（以上･テレビ）
  - 　中継・特集担当
- テレビ・ラジオのミニニュース
- 武内裕之That's On Time（ラジオ）
  - 　アシスタント（月・火）

### 九州朝日放送退社後
- おはよう健康体操（2012年10月1日 - 、BS-TBS）
- はなまるマーケット（2012年10月22日 - 2013年3月、TBS） - はなまるアナ（「とくまる」のコーナーを不定期に担当）
- FNNスーパーニュース（2012年 不定期、フジテレビ） -特集「スーパー特報」レポーター

### テレビドラマ
- 華和家の四姉妹 第1・4・10話（2011年7月10日・31日・9月11日、TBS） - 中島真由 役
- 月曜ゴールデン・女医・早乙女美砂「ガラスの階段」（2013年2月4日、TBS） - 伊藤恵 役
- 水球ヤンキース（2014年7月 - 9月、フジテレビ） - 加東陽子 役
- 山田孝之の東京都北区赤羽 第4話（2015年1月30日、テレビ東京） - 本人役

### 舞台
- ミュージカル「魔法のオルゴール」（2012年9月8日 - 17日、CBGKシブゲキ!!）

### 写真集
- MAYU（2014年1月25日、ワニブックス、撮影：松田忠雄）ISBN 978-4847046124

### 雑誌
- 週刊プレイボーイ「史上最強の女子アナ。」（2013年6月3日・9月30日・10月21日ほか発売号、集英社）